# Nhiếp Viễn
Nhiếp Viễn (sinh ngày 17 tháng 3 năm 1978) là nam diễn viên người Trung Quốc. Nổi tiếng qua ba vai diễn nổi bật là Triệu Vân trong Tân Tam Quốc Diễn Nghĩa (2010), Đường Tăng trong Tân Tây Du Ký (2014) và Hoằng Lịch Càn Long Hoàng Đế trong Diên Hi Công Lược (2018) cùng một số vai diễn khác trong nhiều bộ phim mà anh đã tham gia trong sự nghiệp diễn xuất của mình 

## Phim tham gia

### Truyền hình
| Năm        | Tên                                                                   | Vai diễn                     |                                                             |
| ---------- | --------------------------------------------------------------------- | ---------------------------- | ----------------------------------------------------------- |
| 1997       | Bách niên trầm phù (Trăm năm chìm nổi)                                |                              |                                                             |
| 1998       | Tẩu nương (Chị dâu)                                                   |                              |                                                             |
| 1999       | Đại Náo Kim Cát Tự                                                    | Chu Hậu Chiếu                | Trương Vệ Kiện, Lý Băng Băng                                |
| 2000       | Lên nhầm kiệu hoa, được chồng như ý                                   | Tề Thiên Lỗi                 | Huỳnh Dịch, Lý Lâm                                          |
| 2001       | Phi thường tình võng (Lưới tính phi thường)                           |                              |                                                             |
| 2001       | Đại Đường Tình Sử                                                     | Biện Cơ                      | Tần Lam, Thẩm Ngạo Quân, Đường Quốc Cường, Nhan Đan Thần    |
| 2001       | Lã Bố và Điêu Thuyền                                                  |                              |                                                             |
| 2001       | Tương phùng hà tất tằng tương thức (Gặp nhau đâu cần quen biết trước) |                              |                                                             |
| 2002       | Hà Tiên Cô                                                            |                              |                                                             |
| 2002       | Quân cảng chi dạ                                                      |                              |                                                             |
| 2002       | Tứ Đại Danh Bộ                                                        | Vô Tình                      | Thẩm Ngạo Quân, Hà Nhuận Đông, Vương Học Binh               |
| 2003       | Thiện Nữ Ưu Hồn                                                       | Thất Dạ thánh quân           | Từ Hy Viên, Trần Hữu Đông, Ngô Kinh                         |
| 2003       | Tùy đường anh hùng truyện                                             | La Thành                     |                                                             |
| 2003       | Nhân Mạng Quang Thiên                                                 | Trần Thiên Hoa               |                                                             |
| 2004       | Hãn Huyết Bảo Mã                                                      | Triệu Tế Chúc                |                                                             |
| 2004       | Kinh Thành Tứ Thiếu                                                   | Thiết Đản                    | Lưu Hiểu Khánh, Lưu Bội Kỳ, Đoạn Thu Húc                    |
| 2004       | Đại hán cân quắc                                                      |                              |                                                             |
| 2004       | Thùy thiển Trung Nguyên                                               |                              |                                                             |
| 2004       | Trinh quan trường ca                                                  | Lý Khác (Ngô vương)          |                                                             |
| 2004       | Cô Dâu Thứ 100                                                        | Tiểu Cương                   | Giả Tịnh Văn, Lâm Vi Quân                                   |
| 2005       | Thiên Đường Tình Yêu                                                  | Phạm Nhuệ Phong              |                                                             |
| 2006       | Tuyết Sơn Phi Hồ                                                      | Hồ Phỉ                       | Chu Ân, An Dĩ Hiên, Chung Hân Đông                          |
| 2006       | Gia Tộc Họ Trương                                                     | Trương Tử Khanh/Lý Hán Xương | Hồ Khả, Trịnh Chấn Dao, Hà Trại Phi, Trương Sơn, Dương Hồng |
| 2006       | Tương phùng hà tất tằng tương thức (Gặp nhau đâu cần quen biết trước) |                              |                                                             |
| 2007       | Nam nhân đích thiên đường (Thiên đường nam nhân)                      |                              |                                                             |
| 2007       | Đái trước diện cụ khiêu vũ (Khiêu vũ hóa trang)                       |                              |                                                             |
| 2007       | Phụ bối đích kỳ xí (Trưởng bối đua tài)                               |                              |                                                             |
| 2007       | Thiên Hạ Huynh Đệ                                                     |                              |                                                             |
| 2008       | Hòa ái nhất khởi phi (Bay cùng tình yêu)                              |                              |                                                             |
|            | Kinh đông tam chi hoa (Ba cành hoa Đông Kinh)                         |                              |                                                             |
| 2009       | Lịch sử đích tiến trình (Tiến trình lịch sử)                          |                              |                                                             |
| 2009       | Thương thanh bội hậu (Tiếng súng bắn lén)                             |                              |                                                             |
| 2010       | Huynh Đệ Anh Hùng                                                     |                              |                                                             |
| 2010       | Tam Quốc                                                              | Triệu Vân                    | Lục Nghị, Hà Nhuận Đông, Lâm Tâm Như                        |
| 2010       | Tây du ký                                                             | Đường Tăng                   | Ngô Việt, Tàng Kim Sinh, Từ Cẩm Giang                       |
| 2010       | Hiềm nghi                                                             |                              |                                                             |
| 2010       | Cực phẩm ma ma (Bà mẹ tuyệt vời)                                      |                              |                                                             |
| 2011       | Thiên Hạ Vô Tặc                                                       |                              |                                                             |
| 2012       | Sát Tận Sài Lang                                                      | Triệu Cảnh Châu              | A Tư Như, Đinh Chí Thành                                    |
| 2012       | Phi Giá Bất Khả                                                       | Lý Thiệu Minh                | Lý Hiểu Y, Tư Cầm Cao Oa                                    |
| 2014       | Long Môn Phi Giáp                                                     | Triệu Hoài An                | Diệp Tuyền, Mao Tuấn Kiệt                                   |
| 2015       | Đại Ngọc Nhi Truyền Kỳ                                                | Hoàng Thái Cực               | Cảnh Điềm, Cảnh Nhạc, Hà Hoa                                |
| 2018       | Diên Hi công lược                                                     | Càn Long                     | Tần Lam, Ngô Cẩn Ngôn, Xa Thi Mạn                           |
| 2019       | Hạo Lan truyện                                                        | Lã Bất Vi                    | Ngô Cẩn Ngôn                                                |
| 2021       | Vinh quang và mộng tưởng                                              | Diệp Đình                    |                                                             |
| 2022       | Truyền Gia                                                            | Tịch Duy An                  | Tần Lam, Ngô Cẩn Ngôn                                       |
| 2023       | Dĩ Ái Vi Doanh                                                        | Quan Hướng Thành             | Bạch Lộc, Vương Hạc Đệ                                      |
| 2024       | Đêm Tối và Bình Minh                                                  | Lộ Chính Dương               | Trần Triết Viễn, Hình Phi, Diêu An Na                       |
| Chưa chiếu | Điền Tứ Xuyên                                                         |                              | Tần Lam                                                     |

### Điện ảnh
| Năm  | Tên                       | Vai diễn |
| ---- | ------------------------- | -------- |
| 2000 | Tân Vương Khắc Truyền Kỳ  |          |
| 2000 | Đao Phong                 |          |
| 2002 | Hung Trạch U Linh         |          |
| 2004 | Đoản Tín Nhất Nguyệt Truy |          |
| 2005 | Phương Hương Chi Lữ       |          |
| 2005 | Câu chuyện của A Bảo      |          |
| 2006 | Ngọa Hổ                   |          |
| 2007 | Đại Ái Vô Ngân            |          |
| 2007 | Nữ nhân bản sắc           |          |
| 2008 | Ái Tình Tả Hữu            |          |
| 2010 | Quan Vân Trường           |          |
| 2010 | Kiến Đảng Vĩ Nghiệp       |          |
| 2011 | Vương Đích Thịnh Yến      |          |
| 2011 | Kim Lăng Thập Tam Sai     |          |
| 2012 | Đổng Tước Đài             |          |
| 2019 | Thời Khắc Quyết Thắng     |          |